# Chiangmaia sawetamali
Espèce
Chiangmaia sawetamali est une espèce d'araignées aranéomorphes de la famille des Linyphiidae.

## Distribution
Cette espèce est endémique de Thaïlande.

## Publication originale
- Millidge, 1995 : Some linyphiid spiders from south-east Asia. Bulletin of British arachnological Soceity, vol. 10, no 2, p. 41-56.